# Max Shachtman
Max Shachtman (* 10. September 1904 in Warschau; † 4. November 1972 in Floral Park, New York) war ein US-amerikanischer marxistischer Theoretiker und später antisowjetischer Sozialdemokrat.

## Politischer Werdegang
Der in Warschau geborene Shachtman emigrierte 1905 mit seiner Familie nach New York City. Zunächst war er Leninist und Trotzkist. Er formierte 1927, nach Ausschluss aus der Kommunistischen Partei der USA, mit James P. Cannon, mit dem er sich ca. 1939 überwarf, und Martin Abern die Communist League of America (Kommunistische Liga von Amerika). Danach gehörte er auch der Socialist Workers Party an. Schließlich entwickelte er sich zum antisowjetischen Sozialdemokraten. Er erarbeitete eine oft als „Shachtmanism“ bezeichnete marxistische Theorie. Seine Arbeit, als Teil der „Old Left“, beeinflusste die Herausbildung des Neokonservatismus.

## Werke und Schriften (Auswahl)
- Behind the Moscow trial : the greatest frame-up in history. Pioneer Publishers, New York, 1936.
- The bureaucratic revolution; the rise of the Stalinist state. Donald Press, New York, 1962.
- The fight for socialism : the principles and program of the Workers Party. New International Publishing, New York, 1946.
- For a cost-plus wage. The Workers Party, New York, 1943.
- Sacco and Vanzetti, labor’s martyrs, The International labor defense, New York, 1927.
- Ten years : history and principles of the Left Opposition. Pioneer Publishers, New York, 1933.
- Truth about the Moscow trials. Pioneer Publishers, New York, 1937